# Hirtzia
Hirtzia là một chi thực vật có hoa trong họ, Orchidaceae.